# Falacrinum

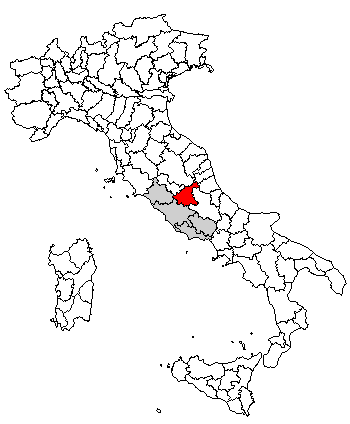
Mapas de localización de provincias de Italia, Mapas de Lazio, Mapas de la provincia de Rieti

Falacrinum  fue una antigua localidad del territorio de los sabinos conocida por ser el lugar de nacimiento de Vespasiano.

## Ubicación e historia
Estaba situada en la vía Salaria, de la que era una de sus estaciones, en el corazón de los Apeninos, al norte de Interocrea. Es conocida por ser el lugar de nacimiento del emperador Vespasiano. Se corresponde con la actual Cittareale, donde en la Edad Media había una iglesia dedicada a san Silvestre de Falacrino.